# Scilla (figlia di Niso)
Scilla (in greco antico: Σκύλλα?, Skýlla) è un personaggio della mitologia greca. Fu una principessa di Megara.

## Genealogia
Figlia di Niso e Abrota.
Non ci sono notizie su sposi o progenie.

## Mitologia
Scilla fu cresciuta da Carme, sua nutrice.
Suo padre aveva sulla testa un capello di color rosso porpora; un oracolo aveva predetto la morte dell'uomo se gli fosse stato tagliato quel capello. Sua figlia, per amore di Minosse, avversario del padre, decise di tagliarglielo.

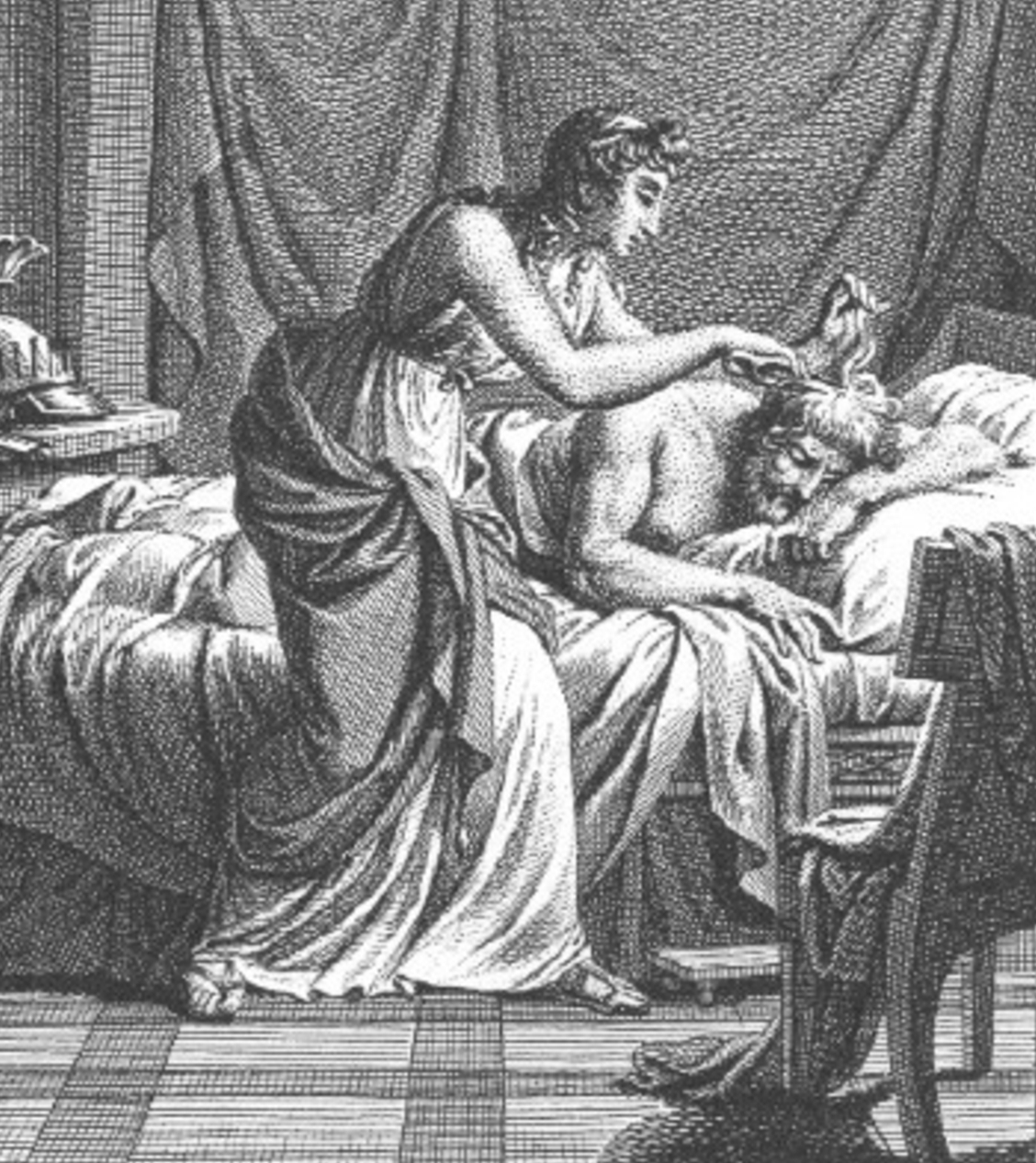
Scilla taglia il capello del padre

La fanciulla era solita salire su una torre delle mura della sua città (Megara) per colpirle con dei sassi ed ascoltare le melodie che se ne  liberavano. Apollo, infatti, in precedenza su quelle mura aveva poggiato la propria arpa, e i suoni divini da essa emessi vi erano rimasti imprigionati.
Dalla stessa torre Scilla assistette all'assedio mosso dal re di Creta Minosse che, giunto a Megara con le proprie navi, era deciso a vendicare la morte del figlio Androgeo. Scilla, quando lo vide se ne innamorò e, decidendo di favorirlo, uccise il proprio padre recidendo il famoso capello rosso.
Minosse, però, una volta conquistata la città, non ricambiò l'amore di Scilla; anzi, la legò per i piedi alla poppa della sua nave e la affogò.
Ovidio scrive, invece, che la ragazza si gettò in mare, cercando di attaccarsi alla nave che si stava allontanando; quando suo padre (trasformato dagli dei in un'aquila) la vide, si gettò su di lei che, per volere degli dei, era stata trasformata in Ciris, un airone.
Secondo altra versione (Igino), Scilla aveva chiesto agli dei di venir trasformata in pesce (il pesce ciri); e il padre (ormai aquila) prese a colpirla ogni giorno.
Nella versione di Eschilo Minosse corruppe Scilla offrendole una collana d'oro in cambio del suo tradimento.